# Otus siaoensis
El autillo de Siao (Otus siaoensis) es una especie de ave estrigiforme de la familia de los búhos (Strigidae); Algunos la consideran una subespecie de Otus manadensis (Otus manadensis siaoensis).

## Distribución
Es endémico de las selvas de la isla Siau (Indonesia).

## Estado de conservación
Está amenazada de extinción por la pérdida de hábitat.